# قیچیان
قیچیان (Zygophyllaceae) تیره‌ای از قیچ‌سانان اغلب درختچه‌ای یا درختی کوچک است با ۳۰ سرده و ۲۳۵ گونه که بیشتر در محیط‌های بیابانی یا نواحی شور معتدل و نواحی گرمسیری می‌رویند؛ برگهای آنها به شکل متقابل یا مارپیچ و گلهای پنج‌قسمتی آنها معمولاً دارای ده بساک است.
به این تیره، اِسپَندیان، جفت‌برگیان و یوغ‌برگیان هم گفته شده.